# Cuatro palos (EP)
Cuatro palos es un EP del grupo español Los Planetas en homenaje al cantaor Manolo Caracol, publicado el 8 de diciembre de 2009. Incluye cuatro canciones, cada una en un palo de flamenco distinto. El 20 de junio de 2025 Sony Music reedita el ep en vinilo. 
Con una portada realizada por el granadino Daniel d'Ors Vilardebó, este disco sirve de adelanto para el octavo álbum de Los Planetas, Una ópera egipcia, álbum que incluye Romance de Juan de Osuna, cuyo vídeo musical fue confeccionado por Javier Longobardo.
Alcanzó el puesto 35 dentro de las canciones / sencillo más vendidos en la primera semana de su publicación.
Fue elegido sencillo del año por los redactores de la revista Rockdelux.

## Lista de canciones
1. Romance de Juan de Osuna (romance) 5:17
2. No sale luz esta noche (petenera) (peteneras) 4:09
3. Yo le estoy pidiendo a Dios (tarantos) 4:04
4. Tarantos de Perico "El Morato" 2:37

1 compuesta por Quintero, León y Quiroga, y adaptada por Los Planetas. 2 y 3 Popular / J. 4 letra Popular / J, música Los Planetas.
J: guitarra y voz. Florent: guitarras. Eric Jiménez: batería. Miguel López: bajo. Banin: guitarra y teclados. Antonio Arias: bajo en Tarantos de Perico "El Morato".

## Videoclip
El vídeo promocional de Romance de Juan de Osuna fue dirigido por Javier Longobardo.
Disponible en la edición en descarga digital / iTunes de Una ópera egipcia (Octubre - Sony Music Entertainment, 2010).